# Городоцько-здовбицька культура

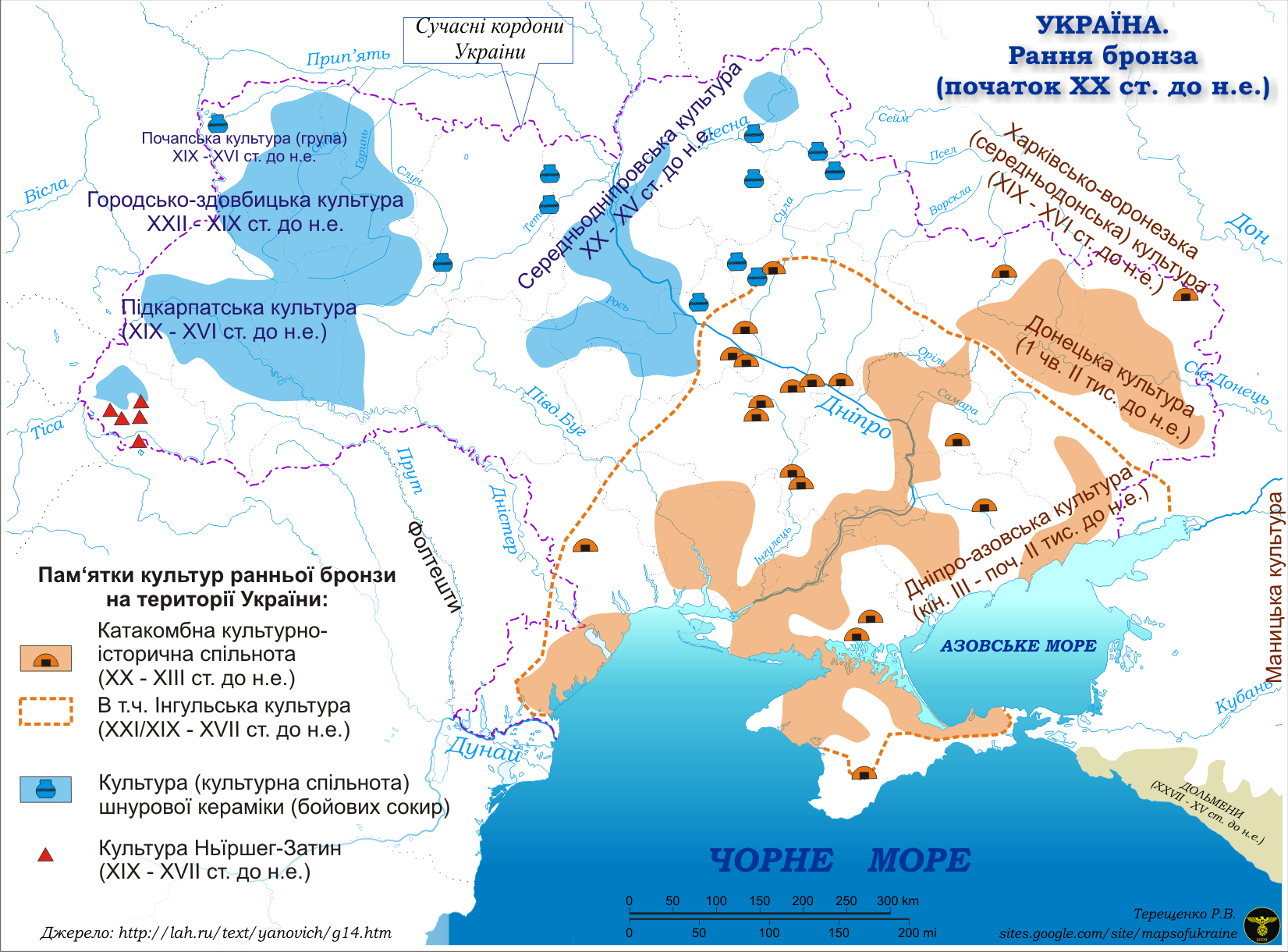

Городоцько-здовбицька культура — археологічна культура кінця ІІІ-го — І-ї чверті ІІ-го тисячоліття. до н. е., пам'ятки якої поширені на території Західної Волині та півдня Західного Полісся (Рівненська область, Волинська область, частково Львівська область і південно-східна Польща).
Назва культури походить від назв сіл Городок Рівненського району і Здовбиця Здолбунівського району Рівненської області, поблизу яких виявлено поселення цієї культури. Носієм цієї культури була одна з груп племен культури шнурової кераміки. Виявлено 77 поселень, 17 могильних і фунтових некрополів, розробки каменю.

## Історія

### Дослідження
Культуру виділено І. Свєшніковим за матеріалами досліджень 1959—1966 років. Він же поділив відкриті пам'ятки на дві хронологічні фази — ранню (городоцьку) та пізню (здовбицьку). Поділу на фази піддаються лише розкопані поселення.

### Житла
Десять наземних жител городоцького етапу досліджено на поселенні Городок, ще чотири у Зозові та Моквинському Майдані. Тип жител — каркасно-стовповий із двосхилим дахом. Навколо жител розміщувалися господарчі ями та майстерні з обробки кременю. На окраїні Городка знайдено яму, де видобувався кремінь, а також скупчення жовен із слідами первинної обробки. Виявлено декілька поховань під могилами у скорченому стані.
Десять жител здовбицького етапу розкопано на поселеннях Зозів I, Зозів II та Здовбиця. Вони були конструктивно складніші й мали дві частини — наземну (каркасно-стовпову) та заглиблену з материковою лежанкою. Вогнища для обігріву та приготування їжі розміщувалися в наземній частині споруд. Поховання на пізньому етапі влаштовували в ґрунті, у кам'яних спорудах чи в ямах. Небіжчиків укладали на бік, дещо скорченими, головою на захід. Найвиразніший матеріал дали поховання поблизу Здовбиці.

### Кераміка
Кераміка досить своєрідна. Для ранньої фази здебільшого характерні кулясті форми з підлощеною поверхнею, декоровані відбитками шнура та насічками. Відомі також прості слоїки без декору. На пізній фазі форми посуду врізноманітнюються (амфори, горщики, кухлі, келихи), а в глині помічено домішку потовченого кременю. Декор — шнуровий. Набір крем'яних та кам'яних знарядь лишався типовим для носіїв культури шнурової кераміки: пласкі сокири, кинджали, серпоподібні та ножеподібні платівки, втульчасті шліфовані сокири. Із кістки виготовляли долотця, проколки, голки, наконечники стріл, намистини та підвіски. Знайдене рогове кайло для видобутку кременю. Нечисленні мідні речі також є традиційними: верболисті скроневі підвіски, окуляреподібна підвіска, перстень, рибальський гачок.

### Господарство
Господарство залишалося скотарсько-землеробським. Розводили здебільшого велику та дрібну рогату худобу, а також коней і свиней. Високого рівня досягли видобуток і переробка волинського кременю, вироби з якого використовувалися в місцевому господарстві та йшли на обмін.
Городоцько-здовбицька культура стала основним компонентом пізніших комарівської і тшинецької культури.

## Поховання
Поховання в більшості представляють курган з небіжчиком в скорченій позі із поховальнним інвентарем. Поховальний інвентар складався з прикрас виготовленних з металу, крем'яних виробів (нуклеосів, відщепів або шліфованих сокир) кістяних виробів, кераміки (амфори, кубки та інші). 

## Пам'ятки культури
- у Волинській області: Заказанка, Ляховичі, Гірки, Острівки, Нобель, Берестечко, Горичів,
- у Рівненській області: Іванчиці, Половлі, Городок, Острожець, Грабовець, Липа, Переділи, Жорнів, Моквинський Майдан, Городок, Хотин, Зозів-1, Зозів-2, Малий Олексин, Великий Олексин, Здовбиця, Стадники, Кургани, Петрівка,
- у Берестейській області: Теребін.[1]

## Опис Пам'яток

### С. Іллін
С. Іллін Гощанського р-ну Рівненської обл. Курган розміщувався за 2 км на північний захід від села, праворуч дороги Іллін—Дорогобуж, на південь від траси Київ—Чоп, на горбистій лесовій рівнині лівого корінного берега р. Горинь. Досліджений Б.А. Прищепою у 1983 р. (Прищепа 1983). Насип овальний у плані, видовжений з півночі на південь, висота 4 м і діаметр 25 м. Центр насипу понівечено ямою скарбошукачів, прокопаною до материка. У верхніх шарах ями знайдено бронзову прикрасу (1). У південно-західному секторі на рівні материка виявлено фрагмент дна ліпної посудини (2), а в східному секторі — овальну в плані яму, розміри 2,0 × 1,3 м, глибина 0,5—0,6 м. У заповненні ями були рештки кам’яної закладки. 1. Підвіска верболиста, фрагментована. Загнутий листок тонкий, широкий, з дугастими поздовжніми краями і видавленим посередині ребром. Округлий у перетині стрижень закін чується петлею. Довжина при б лизно 7,0 см, шири - на листка 2,6 см, діаметр стрижня до 0,2 см. 2. Фрагмент посудини — рівне пласке дно, що має двошаровий випал. Зовнішня поверхня світло-коричневого кольору, внутрішня — чорного. Поверхня добре загладжена, у тісті домішка грубих зерен кварцу

### СМТ. Торчин
Смт Торчин Луцького р-ну Волинської обл., поховання (?). Пам’ятка розташовується на правому березі р. Сарни (ліва притока р. Стир). Під час земляних робіт на території господарської садиби Торчинського відділення «Сільгосптехніка» у 1973 р. на глибині 1,5 м у материковому суглинку виявлено амфору. Про знахідку повідомив і передав її до Торчинського музею інженер В.Ф. Шкоропад. У 1984 р. місце знахідки перевірили працівники Волинського краєзнавчого музею. Археологічних матеріалів на прилеглій території не виявлено (Охріменко, Кучинко, Кубицька 2003, с. 89, рис. 2, 76). Велика амфора з кулястим тулубом на маленькому дні і високою дугасто увігнутою горловиною, на переході до плічок ледь помітний виступ. Ручки широкі, з вертикальними закраїнами, які знизу переходять у валики, так звані вуса. Горловину орнаментовано вісьмома горизонтальними пасмами з парних шнурових ліній. Останнє пасмо знизу облямовано рядком прямокутно-підтрикутних вдавлень, від якого вниз, на тулуб, спускається сім вертикальних пасм із ритих ліній. Кожне пасмо з боків облямовано стовпчиком з прямокутно-підтрикутних вдавлень. Ще по одному стовпчику таких вдавлень розташовано поміж цими пасмами. Ручка орнаментована трьома вертикальними пасмами з парних шнурових ліній: бокові йдуть від верху вздовж закраїн та «вусів» і спускаються до рівня орнаментальної смуги, середнє починається від нижнього кріплення ручки. Зовні посудина світло-коричнева з сірим, добре загладжена, зсередини сіро-чорна. Домішка незрозуміла, можливо, ясно-сіра жорства. Висота амфори 31,5 см, діаметр вінець 12 см, тулуба — 29 см, дна — 6 см, товщина стінок 0,8 см.  

### С. Ясне
С. Ясне Гощанського р-ну. Парне поховання займає плато високої, розчленованої яружнобалковою ерозією, лесової рівнини за 0,75 км на північ від села. Його виявив М.Р. Хомич у 2006 р., дослідили — В.О. Самолюк, Б.А. Прищепа і О.Л. Позіховський (Позіховський, Самолюк 2006; Прищепа і ін. 2007). Поховання залягало на глибині 0,4 м від поверхні на межі підґрунтя і жовтосірого суглинку перехідного шару. Ознак могили не виявлено. Кістяки дорослих були розташовані паралельно за 0,3 м один від одного, орієнтовані головами на захід. Північний кістяк був скорчений на спині. Зігнуті в ліктях руки лежали на грудях кистями до обличчя. Серед кісток черепа виявлено виріб зі стулки мушлі. Південний кістяк лежав майже випростано, з розворотом на правий бік і ледь підігнутими ногами. Зігнута у лікті права рука кистю звернена до обличчя, менш зігнута спрямована кистю до правого крила тазу. Вздовж правого плеча лежало крем’яне вістря списа, а за 0,55 м на південь, на рівні ліктів, виявлено розвал кубка . 1. Підвіска зі стулки мушлі. У верхівці замка просвердлено невеликий отвір. У центральній частині, ближче до протилежного краю, зроблено ще один, більший отвір. Мушля Glycymeris, крейда. Розміри 4,0 × 3,7 см, діаметр малого отвору 0,6 см, великого — 1,35 см. 3. Крем’яне вістря списа ромбічне з рівною основою . В перетині тонке, лінзоподібне. Виготовлене з туронського синьо-сіромолочного кременю шляхом двобічної обробки. Поверхня дещо патинована. Довжина 15,5 см, ширина 5,4 см, товщина 0,8 см. 3. Циліндричний кубок з прямими стінками і плавно відігнутими заокругленими вінцями. Дно ледь увігнуте. Можливо, була ручка. Зверху орнаментований вісьмома горизонтальними пасмами з тонких парних шнурових ліній. Поверхня дрібно-горбкувата, світлого помаранчево-коричневого кольору із сірими плямами. Черепок на зламі тришаровий, середина чорна. Домішка — сіра жорства, середні зерна (0,3 см), є блискітки. Висота 8,8 см, діаметр вінець 8,8 см, дна — 8 см, товщина стінок 0,4—0,5 см. Попри переважно незадовільний стан поданих тут поховань добірка суттєво доповнює інформацію про городоцько-здовбицьку культуру і повертає нас до головних проблем, пов’язаних із нею. Їх розв’язання — справа майбутнього, зараз тезово зупинимось на деяких моментах.